# Capdesaso
Capdesaso es un municipio de España en la comarca de Los Monegros, provincia de Huesca, Comunidad Autónoma de Aragón. Tiene un área 17,81 km² con una población de 160 habitantes (INE 2004) y una densidad de 8,98 hab/km².
Iglesia de San Juan Bautista (siglo XVI), adosada a un antiguo torreón defensivo de estilo gótico.

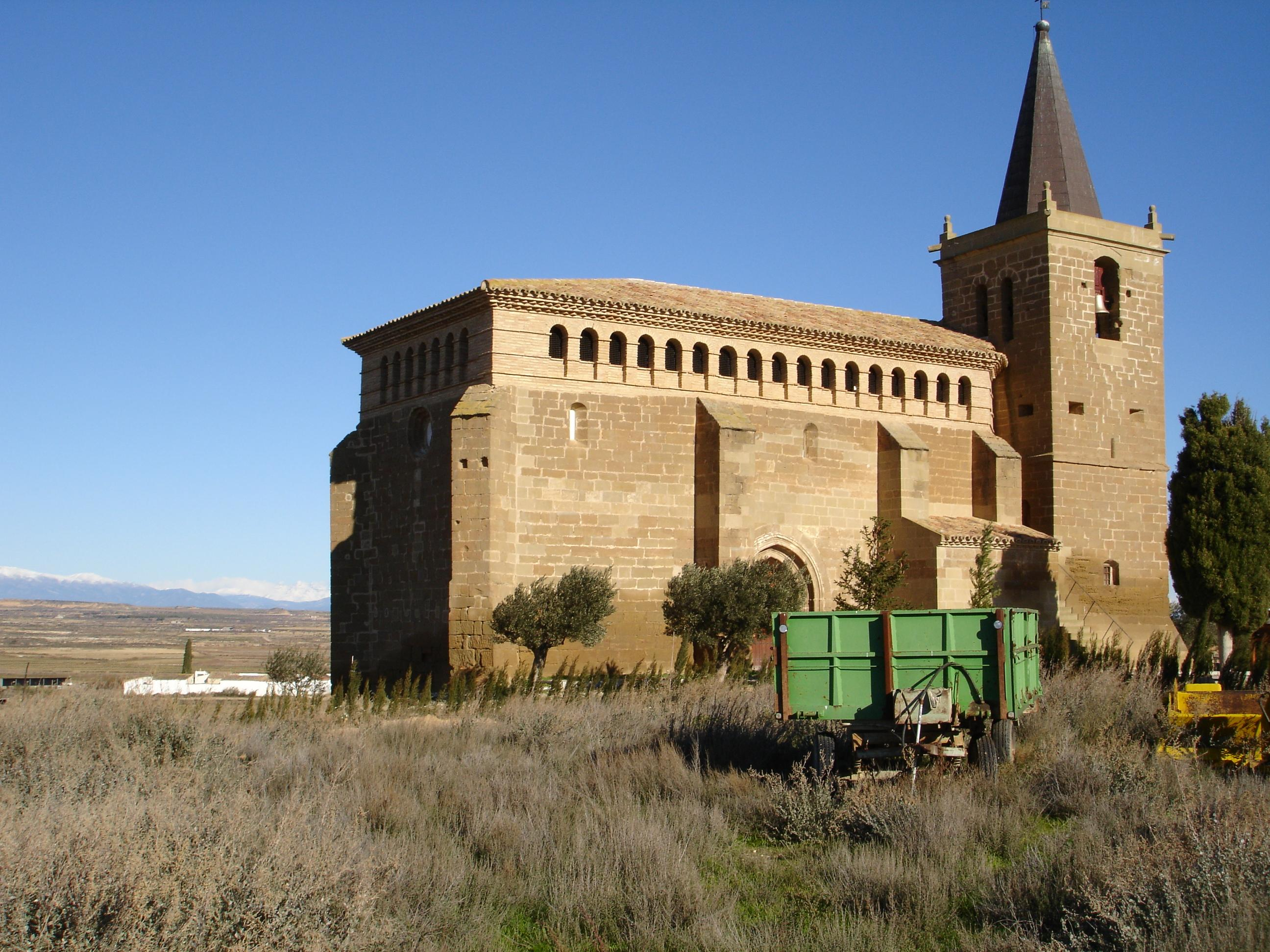
Capdesaso, iglesia de San Juan Bautista

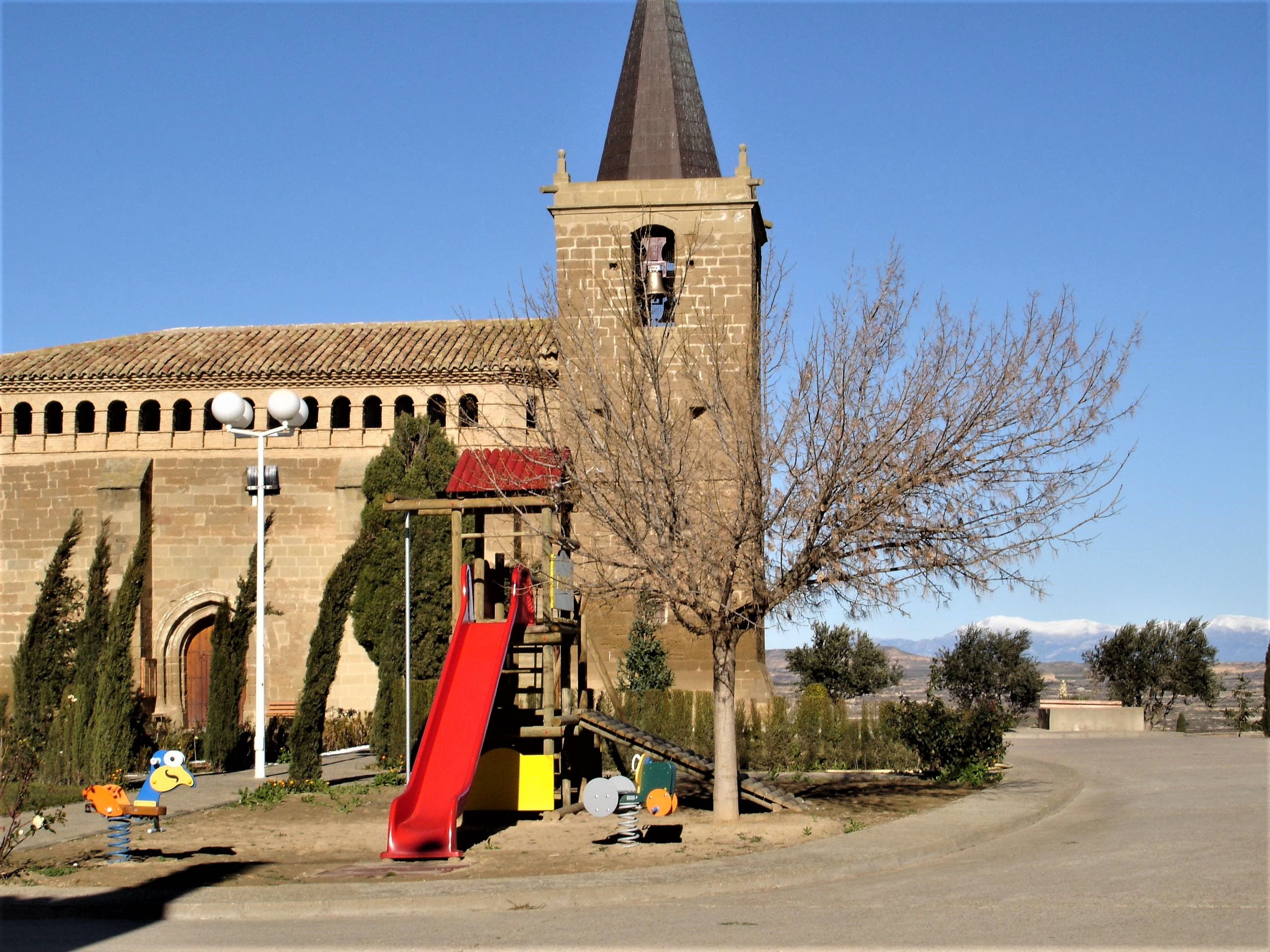
Capdesaso, soltador e iglesia de San Juan Bautista

Ermita de Santa Elena (siglo XVI), de estilo gótico popular.
En su término municipal existe una pequeña laguna, "la Laguneta", de origen cárstico, propia del paisaje monegrino, y un pequeño encinar, el "Carrascal de la Sarda", que recuerda la proximidad del vecino Somontano.
Tanto desde el emplazamiento de la Iglesia como desde la Ermita se divisa un vasto panorama que abarca desde la Sierra de Alcubierre hasta los torrollones de Marcén, más al NE la Sierra de Guara, y en días claros, los macizos de Cotiella y Monte Perdido.
Las fiestas mayores de Capdesaso se celebran en torno al día 3 de mayo que es la patrona: Santa Cruz.
Las fiestas menores son a mediados de septiembre.

## Administración y política
| Período   | Alcalde             | Partido |  |
| --------- | ------------------- | ------- |  |
| 1979-1983 | Delfín Sánchez Paúl | PSOE    |  |
| 1983-1987 |                     |         |  |
| 1987-1991 |                     |         |  |
| 1991-1995 |                     |         |  |
| 1995-1999 |                     |         |  |
| 1999-2003 |                     |         |  |
| 2003-2007 | Clemente Jaime Lana | PSOE    |  |
| 2007-2011 | Clemente Jaime Lana | PSOE    |  |
| 2011-2015 | Clemente Jaime Lana | PSOE    |  |
| 2015-2019 | Clemente Jaime Lana | PSOE    |  |

| Partido político    | Partido político                                   | 2003   | 2007   | 2011   | 2015   |
| Partido político    | Partido político                                   | Ediles | Ediles | Ediles | Ediles |
|                     | Partido de los Socialistas de Aragón (PSOE-Aragón) | 5      | 5      | 4      | 4      |
|                     | Partido Aragonés (PAR)                             | —      | —      | 1      | 1      |
| Total de concejales | Total de concejales                                | 5      | 5      | 5      | 5      |

## Demografía
Capdesaso cuenta con una población de 201 habitantes (INE 2024).
| Gráfica de evolución demográfica de Capdesaso entre 1842 y 2021                                                     |
| |
| Población de derecho según los censos de población del INE Población de hecho según los censos de población del INE |

| Nacionalidad | Hombres | Mujeres | Total | %     | Proporción |
| ------------ | ------- | ------- | ----- | ----- | ---------- |
| Española     | 72      | 59      | 131   | 64.2% |            |
| Extranjera   | 13      | 60      | 73    | 35.8% |            |